# Charles Black (Schauspieler)
Charles „Charlie“ A. Black (* in Miami, Florida) ist ein US-amerikanischer Schauspieler.

## Leben
Black zog nach Atlanta im US-Bundesstaat Georgia, um am Morehouse College Sozialphilosophie und Ziviler Ungehorsam zu studieren. Dort lernte er Martin Luther King kennen. Während seines Studiums war er ein Aktivist und diente als Vorsitzender einer Studentenbewegung von Atlanta. Er war außerdem auch als Redakteur für The Atlanta Inquirer tätig, einem kulturellen und journalistischen Standbein in der Stadt. 1985 übernahm er kleine Rollen in den Filmproduktionen Sloane – Die Gewalt im Nacken und American Fighter. Von 1992 bis 1995 stellte er in insgesamt acht Episoden der Fernsehserie In der Hitze der Nacht die Rolle des Ratsherren Grover Dorsey dar. Er übernahm Nebenrollen in Filmen wie Mitternacht im Garten von Gut und Böse, Der Patriot, Need for Speed oder Jessabelle – Die Vorhersehung und trat als Episodencharakteredarsteller unter anderen in den Fernsehserien October Road, Army Wives, Insatiable und Black Lightning auf. Bei Trainingsfilmen für Union Busting (Gewerkschaftszerstörung) spielte er die Rolle eines vermeintlichen Angestellten von Home Depot und Walmart. 2016 war er in neun Episoden der Fernsehserien Containment – Eine Stadt hofft auf Rettung in der Rolle des Bert zu sehen. In der Fernsehserie The Falcon and the Winter Soldier übernahm er 2021 in zwei Episoden die Rolle des Carlos.

## Filmografie (Auswahl)
- 1985: Sloane – Die Gewalt im Nacken (Sloane)
- 1985: American Fighter (American Ninja)
- 1987: Gelobtes Land (Promised Land)
- 1988: Das oberste Gebot (Evil in Clear River, Fernsehfilm)
- 1988: Warcamp
- 1990: Secret Agent OO Soul
- 1991: Das Ende des Schweigens (Originaltitel Carolina Skeletons, ernsehfilm)
- 1992: I’ll Fly Away (Fernsehserie, Episode 1x15)
- 1992–1995: In der Hitze der Nacht (In the Heat of the Night, Fernsehserie, 8 Episoden)
- 1994: Die älteste noch lebende Rebellenwitwe erzählt (Oldest Living Confederate Widow Tells All, Fernsehfilm)
- 1994: Scarlett (Miniserie, Episode 1x04)
- 1995: Shooting Creek (Kurzfilm)
- 1997: Mitternacht im Garten von Gut und Böse (Midnight in the Garden of Good and Evil)
- 1997: The Shop Below the Busy Road (Kurzfilm)
- 2000: Der Patriot (The Patriot)
- 2000: The Runaway (Fernsehfilm)
- 2002: The Rosa Parks Story (Fernsehfilm)
- 2005: Teenage Champion – Go for Gold! (The Derby Stallion)
- 2005: Recharging the Batteries (Kurzfilm)
- 2005: The Walk
- 2007: October Road (Fernsehserie, Episode 1x06)
- 2007: A.M. Session (Kurzfilm)
- 2008: April, April – Tote scherzen nicht (April Fool's Day)
- 2008: Whistle Lesson (Kurzfilm)
- 2008: Finding a Match (Kurzfilm)
- 2009: Musical Theater of Hope (Fernsehfilm)
- 2010: Past Life (Fernsehserie, Episode 1x02)
- 2010: Tonya and Tony (Kurzfilm)
- 2011: House of Payne (Fernsehserie, Episode 7x65)
- 2011: It's Supernatural (Fernsehserie, Episode 7x51)
- 2011: 96 Minuten (96 Minutes)
- 2011: Double Agent (Kurzfilm)
- 2011: Dear Willie
- 2012: Army Wives (Fernsehserie, Episode 6x15)
- 2012: Not Another Black Movie (Kurzfilm)
- 2014: Need for Speed
- 2014: Jessabelle – Die Vorhersehung (Jessabelle)
- 2014: Selma
- 2015: Side (H)arm (Kurzfilm)
- 2016: Zoe Ever After (Fernsehserie, Episode 1x06)
- 2016: Saints & Sinners (Fernsehserie, Episode 1x04)
- 2016: Barbershop: The Next Cut
- 2016: Containment – Eine Stadt hofft auf Rettung (Containment, Fernsehserie, 9 Episoden)
- 2016: Mosaic
- 2017: The Nth Ward
- 2017: The Inspectors (Fernsehserie, Episode 3x18)
- 2018: Burden
- 2018: Candy Jar
- 2018: Insatiable (Fernsehserie, Episode 1x01)
- 2019: The Best of Enemies
- 2019: Reckoning
- 2019: Tales (Fernsehserie, Episode 2x02)
- 2019: Love & Debt
- 2019: Full Count
- 2019: Black Lightning (Fernsehserie, Episode 3x07)
- 2020: Negative Exposure
- 2021: The Falcon and the Winter Soldier (Fernsehserie, 2 Episoden)
- 2022: Queen Sugar (Fernsehserie, Episode 7x13)
- 2023: Judge Me Not (Fernsehserie, 5 Episoden)
- 2023: Geistervilla (Haunted Mansion)
- 2023: Walden
- 2023: Terror Lake Drive (Fernsehserie, Episode 3x02)
- 2024: Bull Street